# NGC 6799
NGC 6799 (również PGC 63339) – galaktyka eliptyczna (E-S0), znajdująca się w gwiazdozbiorze Lunety. Została odkryta przez Johna Herschela 9 lipca 1834 roku.